# Dax Griffin
Dax Griffin (ur. 22 marca 1972 w Atlancie) – amerykański aktor telewizyjny i filmowy.

## Wczesne lata
Urodził się i dorastał w Atlancie na przedmieściu Marietta. W 1990 ukończył Joseph Wheeler High School i postanowił zostać zawodowym aktorem. W wieku 18 lat występował na scenie w różnych produkcjach szekspirowskich. W 1995 otrzymał licencjat na wydziale marketingu na Uniwersytecie Alabamy. Pracował jako barman w hollywoodzkim klubie swingowym The Derby. 

## Kariera
Popularność przyniosła mu postać Tima Trumana w operze mydlanej NBC Sunset Beach (1997–1999). Debiutował na dużym ekranie w komedii Pan pozna panią (1997) u boku Willa Ferrella. Zagrał asystenta prawnika okręgowego Justina McCoya w operze mydlanej ABC Wszystkie moje dzieci (2003–2004).

### Moda na sukces
Od 12 września 2006 do 7 maja 2007 występował jako Shane McGrath, który przyjechał do Los Angeles w pogoni za karierą aktorską, lecz wkrótce został bezdomnym w operze mydlanej CBS Moda na sukces. Sytuacja sprawia, że stał się świadkiem wypadku i śmierci Darli Forrester (Schae Harrison). Szantażując Taylor Hayes (Hunter Tylo), że ujawni prawdę, iż to ona jest winna śmierci Darli, dostał pracę jako ogrodnik w domu Taylor. Zakochany w Phoebe (MacKenzie Mauzy), córce Taylor. Zginął postrzelony podczas szamotaniny z Ridge’em Forresterem (Ronn Moss). Jego ciało Forrester wziął do łodzi Nicka (Jack Wagner), wypłynął w morze i wraz z bronią wyrzucił za burtę.

## Filmografia

### Filmy
- 1997: Pan pozna panią (Men Seeking Women) jako Jimmy
- 1998: Dizzyland jako Erickson
- 2001: Free jako Skeet
- 2018: Ant-Man i Osa jako młody Hank Pym

### Seriale TV
- 1997-1999: Sunset Beach jako Tim Truman
- 1999: Niebieski Pacyfik (Pacific Blue) jako Nicky Vann
- 1999: Potępieniec (Brimstone) jako Wolfie
- 2000: Ich trzech i dziewczyny (Opposite Sex) jako Greg Tillman
- 2000: Wonderland jako Derek Wolf
- 2001: CSI: Kryminalne zagadki Las Vegas (CSI: Crime Scene Investigation) jako Blondyn
- 2001: Kronika nie z tej ziemi (The Chronicle) jako Sam
- 2002: Firefly jako Bester
- 2003: Passions jako Sid
- 2003-2004: Wszystkie moje dzieci (All My Children) jako Justin McCoy
- 2004: CSI: Kryminalne zagadki Miami (CSI: Miami) jako Doug Ramsey
- 2005: Czarodziejki (Charmed) jako Carl
- 2006: Just Legal jako Joe Chase
- 2006-2007: Moda na sukces (The Bold and the Beautiful) jako Shane McGrath
- 2007: CSI: Kryminalne zagadki Nowego Jorku (CSI: NY) jako Steve Kaplan